# Nephthea bumasta
Nephthea bumasta är en korallart som beskrevs av Verseveldt 1972. Nephthea bumasta ingår i släktet Nephthea och familjen Nephtheidae. Inga underarter finns listade i Catalogue of Life.